# 栗咲寛子
栗咲 寛子（くりさき ひろこ、1993年6月9日 - ）は、沖縄県出身の元女優。血液型はA型。身長165cm。

## 来歴
- 2008年、沖縄県の芸能事務所、キャッツアイに所属。
- 2009年2月22日、エイベックスワールドオーディションで女優・タレント部門審査員特別賞を獲得。また、歌手の鈴木亜美の祝辞を受ける[1]。
- 2011年4月、活動拠点を東京都に移す[2]と同時にWhite Dreamに移籍する。
- 2011年7月〜9月に放送されたAKB48の前田敦子主演ドラマ「花ざかりの君たちへ〜イケメン☆パラダイス〜2011」で女優デビュー。
- 2012年2月18日公開の「ウタヒメ 彼女たちのスモーク・オン・ザ・ウォーター」の出演にあたり、サウンドトラック「ウタヒメ 彼女たちのスモーク・オン・ザ・ウォーター Original Sound Track」の収録曲「恋」を歌った[3][4]。同年の2月11日は、同作の記者会見では共演者の南海キャンディーズの山崎静代がボクシング世界選手権の代表選考試合となる全日本女子選手権の出場のために欠席したことから、山崎から送られた手紙を読み上げた[5][6]。
- 2018年6月以降Twitterの更新もなく、事務所のホームページにも掲載されてない。以降の動向は不明である。

## 出演

### テレビ
- 7つの海を楽しもう!世界さまぁ〜リゾート（2015年10月 - 2017年9月、TBSテレビ)

### ドラマ
- 花ざかりの君たちへ〜イケメン☆パラダイス〜2011（2011年7月10日 - 9月18日、フジテレビ系） - ブロッサムガールズのメンバー 役
- オバー自慢の爆弾鍋（2012年4月7日 -6月30日 、沖縄テレビ） - 藍子 役
- 孤独のグルメ Season5 特別編  （2017年1月2日、テレビ東京） - 女性客 役

### バラエティ
- MUSIC FOCUS（2011年8月25日 - 9月27日、チバテレビ）

### CM
- 新昭和「クレバリーホーム」（2011年7月8日 - ）[2]
- マツモトキヨシ「週マツキヨ」（2011年12月23日）
- 日清食品「White Sacas 日清のどん兵衛屋」インフォマーシャルCM（2011年12月26日 - ）
- オリオンビール「サザンスター」ハッピーをシェアしよう篇（2018年3月 - ）

### 映画
- ウタヒメ 彼女たちのスモーク・オン・ザ・ウォーター（2012年2月18日） - 井口沙耶子 役

## 書籍等

### 雑誌
- Music Freak Es（2011年8月15日 - 9月15日、エムアールエム）

### 漫画
- あしながおじさん（2011年12月6日、ホーム社、原作：ウェブスター、漫画：吉崎凪） - 帯コメント